# Andreas Babler
Andreas Babler (Mödling, 1973. február 25.), osztrák politikus, 2025-től Ausztria alkancellárja, továbbá lakhatásért, művészetekért, kultúráért, médiáért és sportért felelős minisztere, 2023-tól az Ausztria Szociáldemokrata Pártjának (SPÖ) elnöke.

## Életpályája
Babler első végzettségét tekintve gépész, politikai pályafutása során pedig két évig a Kremsi Duna Egyetemen tanult politikai kommunikációt.
Az 1990-es évek elején az Ifjúsági Szocialista Internacionálé (IUSY) alelnöke volt.
Nagyon jó választási eredménnyel 2014 áprilisában Traiskirchen polgármestere lett.
A 2023-as alsó-ausztriai választás után a Szövetségi Tanács tagja lett.
Babler 2023. március 23-án bejelentette, hogy indul az SPÖ szövetségi pártelnöki posztjáért. 2023. május 22-én kihirdették a pártvezetésről szóló tagmeghallgatásai eredményt:
| Jelölt                    | Érvényes szavazatok | Arány   |
| ------------------------- | ------------------- | ------- |
| Hans Peter Doskozil       | 36.019              | 33,68 % |
| Andreas Babler            | 33.703              | 31,51 % |
| Pamela Rendi-Wagner       | 33.528              | 31,35 % |
| „egyik sem a három közül“ | 3.702               | 3,46 %  |

A rendkívüli szövetségi pártkonferencián a szövetségi pártelnöki választás eredményét eredetileg úgy hirdették ki, hogy Hans Peter Doskozil 316, Andreas Babler pedig 279 szavazatot kapott. Június 5-én a választási bizottság hibát fedezett fel a szavazatszámlálás során. Június 6-án bejelentették, hogy Andreas Babler nyerte 317 szavazattal (52,66 százalék), Hans Peter Doskozil ellenében 280 szavazatot (46,51 százalék) szerzett.
2009-ben feleségül vette Karin Blumot, és van egy lányuk.